# Mallón (Santa Comba)
Mallón o San Cristobo de Mallón (llamada oficialmente San Cristovo de Mallón) es una parroquia española del municipio de Santa Comba, en la provincia de La Coruña, Galicia.

## Entidades de población
Entidades de población que forman parte de la parroquia:
- A Arosa
- Cusaduira (A Cusaduira)
- Labradas
- O Outeiro
- O Riveiro (O Ribeiro)
- San Cristobo (San Cristovo)
- Tapia
- Truebe

## Demografía
| Gráfica de evolución demográfica de Mallón entre 2000 y 2019 |
|                                                              |
| Datos según el nomenclátor publicado por el INE.             |